# Aldair Rodríguez
Marco Aldair Rodríguez Iraola (Lima, 6 agosto 1994) è un calciatore peruviano, attaccante del Cienciano.

## Palmarès

### Club

#### Competizioni nazionali
- Campionato peruviano: 1

Dep. Binacional: 2019
- Campionato colombiano: 1

América de Cali: 2020